# Parajulidae
Parajulidae (лат.) — семейство многоножек из отряда кивсяков класса двупарноногих.

## Описание
У самцов Parajulidae сильно увеличена первая пара ног и видны гоноподы, что отличает их от настоящих кивсяков (Julidae), у которой небольшие передние конечности с крючьями, а гоноподы скрыты внутри.

## Ареал
Встречаются преимущественно в Северной Америке, но известны и в Центральной Америке и Восточной Азии. Они обитают на Аляске, континентальной части США, а также в приграничных провинциях Канады, и на юг до Гватемалы.

## Классификация
В семейство включают следующие роды:
- Aliulus
- Aniulus
- Apacheiulus
- Arvechamboides
- Arvechambus
- Bollmaniulus
- Codiulus
- Ethoiulus
- Ethojulus
- Georgiulus
- Gosiulus
- Gyniulus
- Hakiulus
- Karteroiulus
- Litiulus
- Mexicoiulus
- Mulaikiulus
- Nesoressa
- Okliulus
- Oriulus
- Parajulus
- Pheniulus
- Pseudojulus
- Ptyoiulus
- Saiulus
- Simiulus
- Sophiulus
- Spathiulus
- Teniulus
- Thriniulus
- Tuniulus
- Uroblaniulus
- Ziniulus